# Godzinki o Niepokalanym Poczęciu Najświętszej Maryi Panny

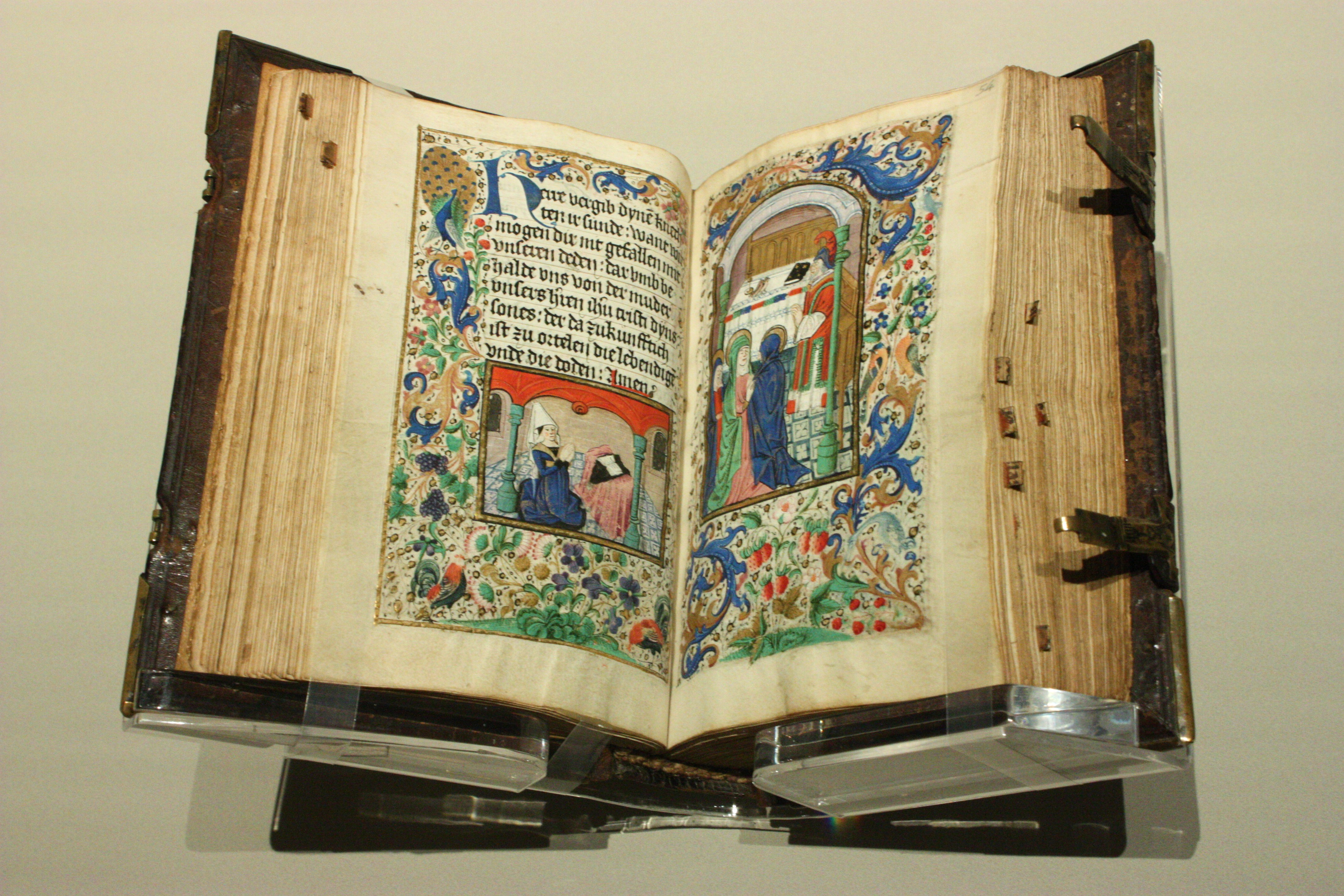
XV-wieczny rękopis z tekstem godzinek

Godzinki o Niepokalanym Poczęciu Najświętszej Maryi Panny, Officium parvum Conceptionis Immaculatae – katolicka modlitwa wzorowana na liturgii godzin.
Początki tego nabożeństwa sięgają średniowiecza. Prawdopodobnie powstały w XIV lub w XV wieku. Ich inicjatorem mógł być Leonard Nogarol, franciszkański teolog z Werony, który ułożył oficjum ku czci Niepokalanego Poczęcia Najświętszej Panny Maryi. Treść została zatwierdzona przez papieża Sykstusa IV w 1476 roku. Według niektórych badaczy oficjum przetłumaczono na język polski jako Godzinki o Niepokalanym Poczęciu i pod tym tytułem znalazły się w modlitewniku ułożonym przez Wacława Ubogiego z Brodni pt. Modlitwy Wacława. Według innych źródeł polski przekład oficjum w postaci „Godzinek” wyszedł w druku po 1482 roku w „Modlitewniku”, w którym zawarte są pieśni autorstwa bł. Władysława z Gielniowa. Natomiast ks. Wacław Schenk przypisuje autorstwo Godzinek Piotrowi Rodriguezowi TJ (1531-1617), a tłumaczenie na język polski nieznanemu jezuicie krakowskiemu.
Obecny polski tekst Godzinek został prawdopodobnie przetłumaczony przez tłumacza Pisma św., ks. Jakuba Wujka, być może opublikowany w Krakowie w 1596 r., a z pewnością w roku 1598 tamże.
Stolica Święta zatwierdziła Godzinki w r. 1615. Łaciński tekst aprobowany przez Stolicę Świętą wyszedł z drukarni Kamery Apostolskiej w r. 1838.
Godzinki, tak jak brewiarz, składają się z siedmiu części: jutrzni, prymy, tercji, seksty, nony, nieszporów i komplety. Każda z tych części zawiera wezwanie, hymn, werset, responsorium i modlitwę. Na zakończenie Godzinek składa się ofiarowanie, antyfona i modlitwa. 